# Флорчик, Мариан
Мари́ан Фло́рчик (пол. Marian Florczyk; род. 1954, Кельце, Польша) — католический прелат, ректор Высшей духовной семинарии в Кельце (1994—1998), вспомогательный епископ епархии Кельце с 21 февраля 1998 года.

## Биография
После окончания Высшей духовной семинарии в городе Кельце Мариан Флориан был рукоположен 6 июня 1981 года в священника епископом Станиславом Шимецким. С 1981 по 1984 год служил викарием в церкви Христа Царя в городе Кельце. C 1984 по 1990 год обучался на факультете общественных наук Папского университета святого Фомы Аквинского, по окончании которого получил научную степень доктора наук. C 1991 года преподавал в Высшей духовной семинарии в Кельце. С 1994 по 1998 год был ректором этой семинарии.
21 февраля 1998 года Римский папа Иоанн Павел II назначил Мариана Флорчика вспомогательным епископом епархии Кельце и титулярным епископом Лиматы. 18 апреля 1998 года состоялось рукоположение Мариана Флорчика в епископа, которое совершил архиепископ Кракова кардинал Франтишек Махарский в сослужении с епископом Кельце Казимежом Рычаном и титулярным епископом Рапидума и вспомогательным епископом епархии Кельце Мечиславом Яворским.